# Loch a' Ghille-chnapain
Loch a' Ghille-chnapain is een loch op Isle of Skye in Schotland. Het heeft een oppervlakte van 0,1 km² en ligt 150 meter boven het zeeniveau. Het water van het loch is afkomstig van de bergen en stroomt naar Huisgill Burn.